# Zdeněk Stanczo
Zdeněk Stanczo (* 8. prosince 1931) je bývalý československý fotbalista, záložník. V roce 1971 trénoval Baník Ostrava.

## Fotbalová kariéra
V československé lize hrál Vítkovické železárny, ÚDA Praha a Baník Ostrava. Nastoupil ve 254 utkáních a dal 12 gólů. Za reprezentační B-tým nastoupil ve 3 utkáních.

## Ligová bilance
| Ročník                                    | Zápasy | Góly | Klub                 |
| ----------------------------------------- | ------ | ---- | -------------------- |
| Mistrovství československé republiky 1952 | 4      | 3    | Vítkovické železárny |
| Přebor československé republiky 1953      | 4      | 0    | ÚDA Praha            |
| Přebor československé republiky 1954      | 4      | 0    | ÚDA Praha            |
| Přebor československé republiky 1955      | 19     | 3    | Baník Ostrava        |
| 1. československá fotbalová liga 1956     | 12     | 0    | Baník Ostrava        |
| 1. československá fotbalová liga 1957/58  | 25     | 0    | Baník Ostrava        |
| 1. československá fotbalová liga 1958/59  | 25     | 1    | Baník Ostrava        |
| 1. československá fotbalová liga 1959/60  | 21     | 0    | Baník Ostrava        |
| 1. československá fotbalová liga 1960/61  | 24     | 0    | Baník Ostrava        |
| 1. československá fotbalová liga 1961/62  | 17     | 0    | Baník Ostrava        |
| 1. československá fotbalová liga 1962/63  | 23     | 0    | Baník Ostrava        |
| 1. československá fotbalová liga 1963/64  | 24     | 2    | Baník Ostrava        |
| 1. československá fotbalová liga 1964/65  | 26     | 1    | Baník Ostrava        |
| 1. československá fotbalová liga 1965/66  | 26     | 2    | Baník Ostrava        |
| CELKEM                                    | 254    | 12   |                      |